# Julia Navarro
Julia Navarro (ur. 8 października 1953 w Madrycie) – hiszpańska pisarka i dziennikarka.
Współpracowała z czasopismami Guardiana, Interviú oraz Panorama. Jest autorką kilkunastu książek opisujących sytuację polityczną. W 2004 opublikowała swoją pierwszą powieść Bractwo świętego całunu, która stała się bestsellerem w Hiszpanii i została przełożona na blisko 20 języków, w tym polski.

## Powieści
Polskie wydania nakładem wydawnictwa Albatros
- 2004 - La Hermandad de la Sábana Santa (pol. wyd. pt. Bractwo świętego całunu, 2005)
- 2005 - La Biblia de Barro (pol. wyd. pt. Gliniana Biblia, 2006)
- 2007 - La Sangre de los Inocentes (pol. wyd. pt. Krew niewinnych, 2009)
- 2010 - Dime quién soy (pol. wyd. pt. Powiedz mi, kim jestem, 2011).